# X3D Fritz

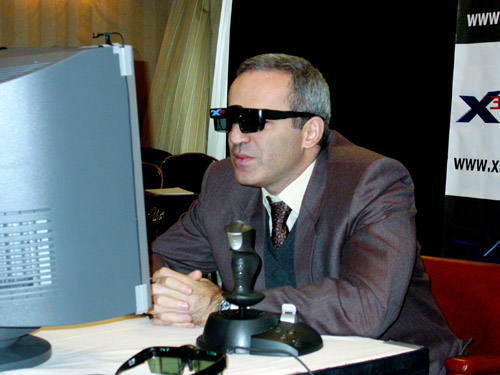
Garry Kasparov jugando contra X3D en 2003

X3D Fritz es una versión del programa de ajedrez Fritz. En noviembre del año 2003 se enfrentó contra el número uno del mundo, Gari Kaspárov, en un encuentro de cuatro partidas. El encuentro acabó empate a 2, ganando un partido cada uno y empatando dos. Fritz operaba desde un Intel Pentium 4 Xeon con una CPU de 2.8GHz.

## Encuentro
El encuentro tuvo lugar en el New York Athletic Club, en la ciudad de Nueva York, Estados Unidos, entre los días 11 y 18 de noviembre de 2003. El vencedor ganaría 50.000 dólares, en caso de empate el premio se repartiría y ganarían 25.000 cada uno. Además, Kaspárov se llevó 150.000 dólares solamente por participar.
La mayoría de los encuentros entre humanos y computadoras se realizaban en un tablero de ajedrez normal, en el que el jugador humano realizaba los movimientos. Un intermediario introducía estos movimientos en la computadora, y respondía el movimiento elegido por la computadora en el tablero. Sin embargo, en este encuentro no se utilizaron ni tableros ni intermediarios. Kaspárov llevaba puestas unas gafas especiales, mediante las cuales veía una proyección tridimensional de un tablero flotante. Kaspárov realizaba los movimientos mediante el sistema de reconocimiento del habla. La computadora contestaba directamente los movimientos en el tablero tridimensional.
Las cuatro partidas se realizaron con un tiempo de 120 minutos al comienzo, con un aumento de 60 minutos a partir del movimiento 40, más 15 minutos a partir de la jugada 60. Además, a partir del movimiento 60 se sumaban 30 segundos por cada jugada.
|               | Partida 1 | Partida 2 | Partida 3 | Partida 4 | Total |
| ------------- | --------- | --------- | --------- | --------- | ----- |
| Gari Kaspárov | ½         | 0         | 1         | ½         | 2     |
| X3D Fritz     | ½         | 1         | 0         | ½         | 2     |

Las notaciones de los movimientos de las partidas están escritas en notación algebraica.

## Partida 1
En la primera partida Kaspárov jugó con blancas, la partida acabó en empate después de que Kaspárov sacrificara un peón en la Defensa Semieslava para conseguir una mejor posición. Capturó una torre a cambio de un alfil y un peón, pero no fue capaz de convertir la ventaja en triunfo. Fritz prefirió las líneas abiertas y se lanzó sobre el rey de Kaspárov, consiguiendo unas tablas por jaque perpetuo.
|       |       |       |       |    |       |       |       |    |  |
|       | a8    | b8 rd | c8    | d8 | e8    | f8    | g8 kd | h8 |  |
| a7 pd | b7    | c7    | d7    | e7 | f7 pd | g7 pd | h7 pd |    |  |
| a6    | b6    | c6 pd | d6    | e6 | f6    | g6    | h6    |    |  |
| a5    | b5    | c5 ql | d5    | e5 | f5    | g5 pl | h5    |    |  |
| a4    | b4    | c4    | d4 rl | e4 | f4    | g4    | h4 pl |    |  |
| a3    | b3    | c3    | d3    | e3 | f3    | g3    | h3    |    |  |
| a2 bd | b2 pl | c2    | d2    | e2 | f2    | g2    | h2    |    |  |
| a1    | b1    | c1 kl | d1 rl | e1 | f1    | g1 qd | h1    |    |  |
|       |       |       |       |    |       |       |       |    |  |

Fecha - 11 de noviembre

Blancas - Gari Kaspárov

Negras - X3D Fritz

Apertura - GDD: Semieslava: variante Stoltz (ECO:D45)
Notación de la partida 1
1. Cf3 d5 2. c4 c6 3. d4 Cf6 4. Cc3 e6 5. e3 Cbd7 6. Dc2 Ad6 7. g4 Ab4 8. Ad2 De7 9. Tg1 Axc3 10. Axc3 Ce4 11. O-O-O Df6 12. Ae2 Cxf2 13. Tdf1 Ce4 14. Ab4 c5 15. cxd5 exd5 16. dxc5 De7 17. Cd4 O-O 18. Cf5 De5 19. c6 bxc6 20. Axf8 Rxf8 21. Cg3 Cdc5 22. Cxe4 Cxe4 23. Ad3 Ae6 24. Axe4 dxe4 25. Tf4 Ad5 26. Dc5+ Rg8 27. Tgf1 Tb8 28. T1f2 Dc7 29. Tc2 Dd7 30. h4 Dd8 31. g5 Axa2 32. Txe4 Dd3 33. Td4 Dxe3+ 34. Tcd2 De1+ 35. Td1 De3+ 36. T1d2 Dg1+ 37. Td1

½-½

## Partida 2
En la segunda partida Fritz jugó una Ruy López, o lo que es lo mismo, una apertura española. Kaspárov jugó una Defensa Berlín con 3...Cf6, el mismo movimiento que jugó un año antes Vladímir Krámnik contra Deep Fritz en Baréin, y que finalmente acabó imponiéndose el ruso. Sin embargo, Fritz intentó evadir la línea principal (4.0-0 Cxe4 5.d4 Cd6 6.Axc6 dxc6 7.dxe5 Cf5 8.Dxd8+ Rxd8), y prefirió jugar 4.d3. Kaspárov parecía estar a la altura y en igualdad de condiciones de aspirar al triunfo, hasta que en el movimiento 32 cometió un error en apuros de tiempo y finalmente perdió la partida.
|       |       |    |       |    |       |       |       |    |  |
|       | a8    | b8 | c8    | d8 | e8 rl | f8    | g8 rd | h8 |  |
| a7    | b7 pd | c7 | d7 ql | e7 | f7    | g7    | h7 kd |    |  |
| a6    | b6    | c6 | d6    | e6 | f6    | g6 qd | h6 bd |    |  |
| a5 pl | b5    | c5 | d5 pl | e5 | f5    | g5    | h5 pd |    |  |
| a4    | b4    | c4 | d4 pd | e4 | f4    | g4 pd | h4    |    |  |
| a3    | b3    | c3 | d3    | e3 | f3    | g3    | h3    |    |  |
| a2    | b2    | c2 | d2    | e2 | f2 pl | g2 pl | h2 pl |    |  |
| a1    | b1    | c1 | d1    | e1 | f1 nl | g1 kl | h1    |    |  |
|       |       |    |       |    |       |       |       |    |  |

Fecha - 13 de noviembre

Blancas - X3D Fritz

Negras - Gari Kaspárov

Apertura - Ruy Lopez: Defensa Berlín (ECO:C65)
Notación de la partida
1. e4 e5 2. Cf3 Cc6 3. Ab5 Cf6 4. d3 d6 5. c3 g6 6. O-O Ag7 7. Cbd2 O-O 8. Te1 Te8 9. d4 Ad7 10. d5 Ce7 11. Axd7 Cxd7 12. a4 h6 13. a5 a6 14. b4 f5 15. c4 Cf6 16. Ab2 Dd7 17. Tb1 g5 18. exf5 Dxf5 19. Cf1 Dh7 20. C3d2 Cf5 21. Ce4 Cxe4 22. Txe4 h5 23. Dd3 Tf8 24. Tbe1 Tf7 25. T1e2 g4 26. Db3 Taf8 27. c5 Dg6 28. cxd6 cxd6 29. b5 axb5 30. Dxb5 Ah6 31. Db6 Rh7 32. Db4 Tg7 33. Txe5 dxe5 34. Dxf8 Cd4 35. Axd4 exd4 36. Te8 Tg8 37. De7+ Tg7 38. Dd8 Tg8 39. Dd7+

1-0

## Partida 3
A pesar de jugarse otra Semieslava, Fritz varió el quinto movimiento jugando 5...a6, Kaspárov respondió con 6.c5, llevando el juego hacia una posición mucho más cerrada, donde las computadoras no lo suelen hacer bien. Mientras la posición continuaba cerrada, Kaspárov aprovechó para ganar un peón, y Fritz no parecía entender muy bien la posición, colocando sus piezas en la retaguardia y sin poseer ningún plan aparente. Mientras tanto, Kaspárov aprovechó su ventaja para dominar el flanco de dama y avanzar su peón más adelantado, hasta que tuvo serias amenazas de coronarlo y Fritz no tuvo otra salida que la del abandono.
|       |       |       |       |       |       |       |       |       |  |
|       | a8 rd | b8    | c8    | d8    | e8    | f8    | g8    | h8 kd |  |
| a7    | b7 rd | c7    | d7 qd | e7 nd | f7 pd | g7 pd | h7 pd |       |  |
| a6 nl | b6 pl | c6 pd | d6    | e6    | f6 nd | g6    | h6 bd |       |  |
| a5    | b5    | c5 pl | d5 pd | e5    | f5    | g5    | h5    |       |  |
| a4    | b4    | c4    | d4 pl | e4 pd | f4    | g4    | h4    |       |  |
| a3    | b3 rl | c3 bl | d3    | e3 pl | f3    | g3 pl | h3 pl |       |  |
| a2 rl | b2    | c2 ql | d2    | e2    | f2 pl | g2    | h2    |       |  |
| a1 kl | b1    | c1    | d1    | e1    | f1 bl | g1    | h1    |       |  |
|       |       |       |       |       |       |       |       |       |  |

Fecha - 16 de noviembre

Blancas - Gari Kaspárov

Negras - X3D Fritz

Apertura - GDD Semieslava (ECO:D45)
Notación de la partida
1. Cf3 Cf6 2. c4 e6 3. Cc3 d5 4. d4 c6 5. e3 a6 6. c5 Cbd7 7. b4 a5 8. b5 e5 9. Da4 Dc7 10. Aa3 e4 11. Cd2 Ae7 12. b6 Dd8 13. h3 O-O 14. Cb3 Ad6 15. Tb1 Ae7 16. Cxa5 Cb8 17. Ab4 Dd7 18. Tb2 De6 19. Dd1 Cfd7 20. a3 Dh6 21. Cb3 Ah4 22. Dd2 Cf6 23. Rd1 Ae6 24. Rc1 Td8 25. Tc2 Cbd7 26. Rb2 Cf8 27. a4 Cg6 28. a5 Ce7 29. a6 bxa6 30. Ca5 Tdb8 31. g3 Ag5 32. Ag2 Dg6 33. Ra1 Rh8 34. Ca2 Ad7 35. Bc3 Ce8 36. Cb4 Rg8 37. Tb1 Ac8 38. Ta2 Ah6 39. Af1 De6 40. Dd1 Cf6 41. Da4 Ab7 42. Cxb7 Txb7 43. Cxa6 Dd7 44. Dc2 Rh8 45. Tb3

1-0

## Partida 4
Fritz jugó un Gambito de dama aceptado, y Kaspárov continuó una línea que dos años antes le había dado resultado contra Krámnik. Mientras que en aquella partida intercambió su dama por una torre, un alfil y un peón (mediante 13...Nxd5 14.Rad1 Nxf4 15.Rxd8 Rxd8), en esta partida jugó más rápidamente, intercambiando las piezas y realizando unas tablas rápidas. El encuentro acabó empate 2-2.
|       |    |    |       |       |       |       |       |    |  |
|       | a8 | b8 | c8    | d8 ql | e8    | f8    | g8    | h8 |  |
| a7    | b7 | c7 | d7    | e7    | f7    | g7 pd | h7 kd |    |  |
| a6    | b6 | c6 | d6    | e6    | f6    | g6    | h6 pd |    |  |
| a5    | b5 | c5 | d5    | e5    | f5    | g5    | h5    |    |  |
| a4    | b4 | c4 | d4    | e4    | f4    | g4    | h4    |    |  |
| a3    | b3 | c3 | d3    | e3    | f3    | g3    | h3    |    |  |
| a2 rd | b2 | c2 | d2    | e2    | f2 qd | g2 pl | h2 pl |    |  |
| a1    | b1 | c1 | d1 rl | e1    | f1    | g1    | h1 kl |    |  |
|       |    |    |       |       |       |       |       |    |  |

Fecha - 18 de noviembre

Blancas - X3D Fritz

Negras - Gari Kaspárov

Apertura - Gambito de Dama Aceptado: 6...a6 (ECO:D27)
Notación de la partida
1. d4 d5 2. c4 dxc4 3. Cf3 e6 4. e3 a6 5. Axc4 c5 6. O-O Cf6 7. Ab3 cxd4 8. exd4 Cc6 9. Cc3 Ae7 10. Te1 O-O 11. Af4 Ca5 12. d5 Cxb3 13. Dxb3 exd5 14. Tad1 Ae6 15. Dxb7 Ad6 16. Ag5 Tb8 17. Dxa6 Txb2 18. Axf6 Dxf6 19. Dxd6 Dxc3 20. Cd4 Txa2 21. Cxe6 fxe6 22. Dxe6+ Rh8 23. Tf1 Dc5 24. Dxd5 Tfxf2 25. Txf2 Dxf2+ 26. Th1 h6 27. Dd8+ Rh7

½-½